# The Forest Is My Throne
The Forest is My Throne — демозапись норвежской блэк-металической группы Satyricon 1993 года.

## О демозаписи
Позже запись была переиздана на лейбле лидера группы Satyr’а Moonfog Productions как сплит-альбом с другими норвежскими блэк-металлистами Enslaved. При переиздании Хаавард Йоргенсен не был упомянут среди музыкантов.

## Список композиций
1. «Black Winds» 07:07
2. «The Forest Is My Throne» 05:00
3. «Min Hyllest Til Vinterland» 05:24
4. «The Night of the Triumphator» 06:09

## Участники записи
- Сатир (Сигурд Вонгравен; Sigurd Wongraven) — вокал, гитара, бас-гитара, клавишные
- Фрост (Кьетил-Видар Харальдстад; Kjetil-Vidar Haraldstad — ударные
- Lemarchand (Хаавард Йоргенсен; Håvard Jørgensen) — гитара. Долгое время был участником Ulver.